# Eldoret

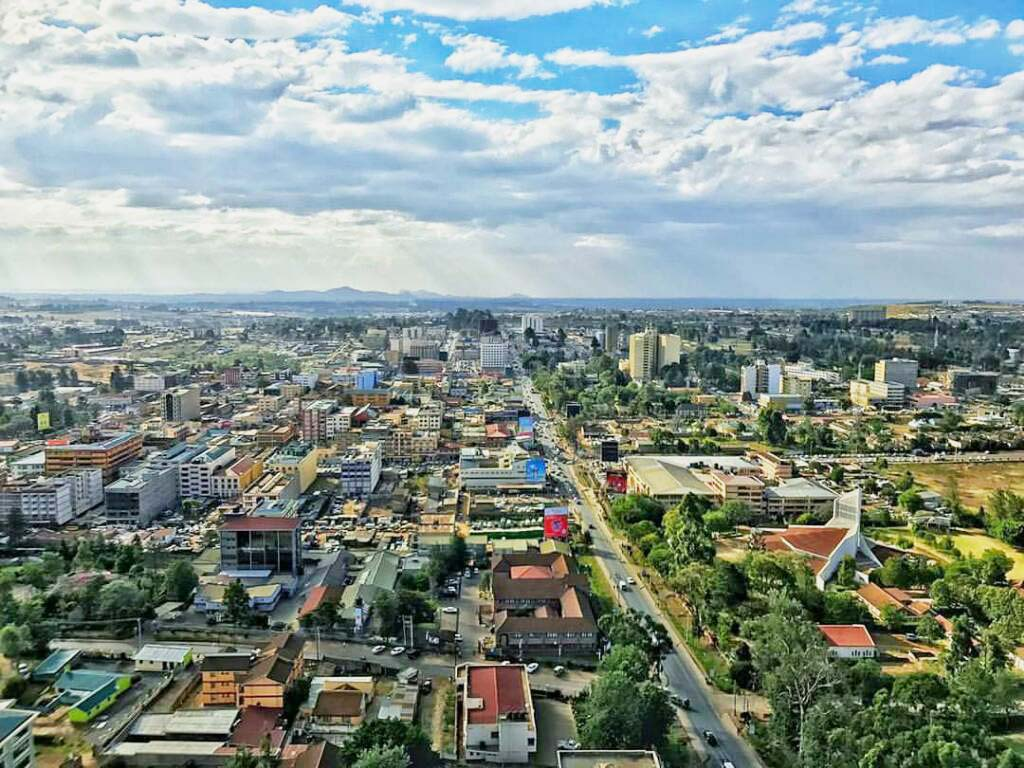
Skyline de Eldoret de frente para o oeste de cima de MUPS Towers em Eldoret

Eldoret é uma cidade no oeste do Quênia. Além de ser a quinta mais populosa do país, é a segunda cidade mais importante do oeste do Quênia, depois de Kisumu. Situada ao sul da serra de Cherangani, possui altitude aproximada de 2100 metros acima do nível do mar no aeroporto indo a mais de 2700 metros em regiões próximas. A população era de 289380 no censo de 2009, e é atualmente a cidade que mais cresce na cidade do Quênia. É também o segundo maior centro urbano da região centro-oeste do Quênia, depois de Nakuru.

## História
A área que onde agora se situa Eldoret foi ocupada por vários séculos antes da chegada dos Masai. Certas inovações em armamento levaram à era dos Masai nos séculos XVI e XVII. Com novas armas e formas de governança, eles partiram de suas terras de origem ao norte, perto do Lago Turkana, para as terras que hoje ocupam no sul do Quênia.
Eldoret como cidade, foi fundada pelos Africânderes,  é um fato quase único no Quênia colonizado pelos britânicos do início do século XX. Os primeiros africânderes, os irmãos Van Breda, chegaram em 1903 e dois anos mais tarde, foram acompanhados por Franz Arnoldi e sua família. O grande afluxo veio logo a seguir.
Em agosto de 1908, cinquenta e oito famílias de africânderes deslocados deixaram Nakuru para o planalto de Uasin Gishu, depois de uma viagem a partir da África do Sul por mar e por via férrea a partir de Mombaça. Lideradas por Jan van Rensburg, eles suportaram uma árdua caminhada, dificultada pelo fato de suas carroças muitas vezesficarem atoladas na lama, finalmente chegando a Sergoit Hill em 22 de outubro daquele ano.
As fazendas que se desenvolveram na região mais tarde foram registradas oficialmente e a cada uma foi dado um número.
Eldoret foi criada em meio a fazendas que fizeram o que era conhecido pelos colonos como "Fazenda 64", "64" ou "Sisibo" para os locais, porque naquele tempo ela se situava a 64 milhas (103 quilômetros)  a partir da então recém-construída era  em Kibigori. Willy van Aardt dono da fazenda. O Salão Central, em Eldoret é tudo o que resta da fazenda de Willy.
O início oficial da cidade foi marcado a partir de  1910, com o desenvolvimento de uma agência de correios em "Sisibo". Isto se seguiu pela chegada de mais de sessenta famílias africânderes em 1911. O governador decidiu estabelecer um centro administrativo na área em 1912 e, assim, a agência foi renomeada de "64" para um novo nome oficial para a localidade: "Eldoret". Tornar-se um centro administrativo causou um enorme aumento do comércio, e um grande impulso potencial para a cidade. Um banco e várias lojas foram construídos.

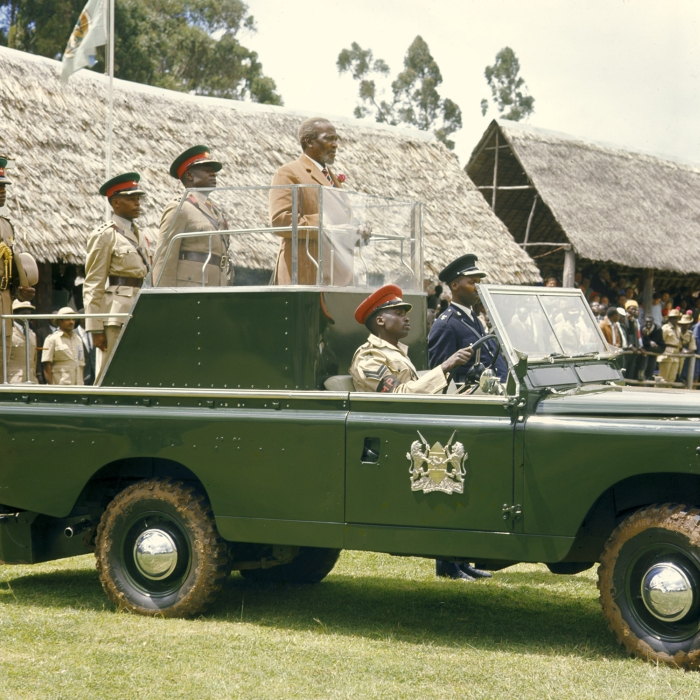
O primeiro presidente queniano, Jomo Kenyatta, abre a Feira Agrícola de Eldoret em 1968.

A extensão ferroviária, a partir de Kibigori até Uganda, chegou a Eldoret em 1924, dando início a uma nova era de prosperidade e de crescimento. Em 1928, um sistema de abastecimento de água a a partir do Rio Sosiani foi instalado. Em 1933, a East African Powe and Lighting Company instalou uma usina geradora de eletricidade. À época, Eldoret tinha um pequeno aeroporto, habitações de baixo custo haviam sido construídas.
Na década de 1950, a cidade foi literalmente dividida em duas, ao longo da rua principal (agora Uganda Road), com a parte africânder ao norte e a parte britânica ao sul. A recreação também foi dividida, de modo que cada grupo tinha seus lugares exclusivos.
Daniel Arap Moi nasceu próximo a Eldoret, no Distrito de Baringo, e sob a sua presidência, a cidade desenvolveu-se mais ainda. A segunda instituição de ensino superior, a Universidade Moi, foi estabelecida pelo governo em 1984 e o terceiro aeroporto internacional, posteriormente, foi construído, aumentando significativamente o desenvolvimento da cidade.
 A companhia, que foi iniciada por Moi University Estudantes de Engenharia para atuar como uma plataforma de compras para estudantes universitários na cidade de Eldoret.
Em 1987, apenas duas famílias africânderes permaneceram em Eldoret, com as demais tendo se mudado de volta para a África do Sul entre o final da década de 1950 e início da década de 1960, na esteira da rebelião Mau Mau e antecipando-se à independência do Quênia.
A cidade foi significativamente impactada pela Crise do Quênia entre 2007 e 2008, quando a violência atingiu todas as partes da Quênia na sequência de polêmicas eleições presidenciais. O atleta Lucas Sang foi assassinado a cerca de dez quilômetros da cidade, enquanto a caminho de casa para Chepkoilel. Em 1 de janeiro de 2008, uma multidão atacou e ateou fogo a uma igreja na cidade, onde centenas de pessoas se refugiaram durante os massacres quenianos. Como resultado, de quarenta a oitenta pessoas, a maioria Kikuyus, foram queimadas até a morte.

## Clima
A cidade, situada a 2000 metros acima do nível do mar, possui um clima temperado a frio. As temperaturas caem significativamente durante a noite, e na estação fria (de maio a agosto), ficam regularmente na casa de um dígito.
| Dados climáticos de Eldoret (2120 m), Quênia (1941-1968, Recordes: 1930-1968) | Dados climáticos de Eldoret (2120 m), Quênia (1941-1968, Recordes: 1930-1968) | Dados climáticos de Eldoret (2120 m), Quênia (1941-1968, Recordes: 1930-1968) | Dados climáticos de Eldoret (2120 m), Quênia (1941-1968, Recordes: 1930-1968) | Dados climáticos de Eldoret (2120 m), Quênia (1941-1968, Recordes: 1930-1968) | Dados climáticos de Eldoret (2120 m), Quênia (1941-1968, Recordes: 1930-1968) | Dados climáticos de Eldoret (2120 m), Quênia (1941-1968, Recordes: 1930-1968) | Dados climáticos de Eldoret (2120 m), Quênia (1941-1968, Recordes: 1930-1968) | Dados climáticos de Eldoret (2120 m), Quênia (1941-1968, Recordes: 1930-1968) | Dados climáticos de Eldoret (2120 m), Quênia (1941-1968, Recordes: 1930-1968) | Dados climáticos de Eldoret (2120 m), Quênia (1941-1968, Recordes: 1930-1968) | Dados climáticos de Eldoret (2120 m), Quênia (1941-1968, Recordes: 1930-1968) | Dados climáticos de Eldoret (2120 m), Quênia (1941-1968, Recordes: 1930-1968) | Dados climáticos de Eldoret (2120 m), Quênia (1941-1968, Recordes: 1930-1968) |
| Mês                                                                           | Jan                                                                           | Fev                                                                           | Mar                                                                           | Abr                                                                           | Mai                                                                           | Jun                                                                           | Jul                                                                           | Ago                                                                           | Set                                                                           | Out                                                                           | Nov                                                                           | Dez                                                                           | ANO                                                                           |
| ----------------------------------------------------------------------------- | ----------------------------------------------------------------------------- | ----------------------------------------------------------------------------- | ----------------------------------------------------------------------------- | ----------------------------------------------------------------------------- | ----------------------------------------------------------------------------- | ----------------------------------------------------------------------------- | ----------------------------------------------------------------------------- | ----------------------------------------------------------------------------- | ----------------------------------------------------------------------------- | ----------------------------------------------------------------------------- | ----------------------------------------------------------------------------- | ----------------------------------------------------------------------------- | ----------------------------------------------------------------------------- |
| Máximas recordes °C (°F)                                                      | 29.5 (85.1)                                                                   | 29.1 (84.4)                                                                   | 30.6 (87.1)                                                                   | 28.9 (84)                                                                     | 27.8 (82)                                                                     | 28.0 (82.4)                                                                   | 27.2 (81)                                                                     | 25.2 (77.4)                                                                   | 27.0 (80.6)                                                                   | 27.2 (81)                                                                     | 27.3 (81.1)                                                                   | 27.5 (81.5)                                                                   | 30.6 (87.1)                                                                   |
| Média das máximas °C (°F)                                                     | 25.3 (77.5)                                                                   | 26.0 (78.8)                                                                   | 25.9 (78.6)                                                                   | 24.5 (76.1)                                                                   | 23.5 (74.3)                                                                   | 22.7 (72.9)                                                                   | 21.4 (70.5)                                                                   | 21.8 (71.2)                                                                   | 23.3 (73.9)                                                                   | 23.9 (75)                                                                     | 23.7 (74.7)                                                                   | 23.9 (75)                                                                     | 23.8 (74.8)                                                                   |
| Média diária °C (°F)                                                          | 17.1 (62.8)                                                                   | 17.6 (63.7)                                                                   | 18.0 (64.4)                                                                   | 17.0 (62.6)                                                                   | 16.9 (62.4)                                                                   | 15.9 (60.6)                                                                   | 15.5 (59.9)                                                                   | 15.7 (60.3)                                                                   | 16.0 (60.8)                                                                   | 16.9 (62.4)                                                                   | 17.0 (62.6)                                                                   | 16.8 (62.2)                                                                   | 16.7 (62.1)                                                                   |
| Média das mínimas °C (°F)                                                     | 8.5 (47.3)                                                                    | 8.8 (47.8)                                                                    | 9.7 (49.5)                                                                    | 8.9 (48)                                                                      | 10.3 (50.5)                                                                   | 9.0 (48.2)                                                                    | 9.4 (48.9)                                                                    | 9.3 (48.7)                                                                    | 8.6 (47.5)                                                                    | 9.5 (49.1)                                                                    | 10.1 (50.2)                                                                   | 9.4 (48.9)                                                                    | 9.3 (48.7)                                                                    |
| Mínimas recordes °C (°F)                                                      | 1.6 (34.9)                                                                    | 2.6 (36.7)                                                                    | 3.4 (38.1)                                                                    | 5.0 (41)                                                                      | 4.9 (40.8)                                                                    | 1.1 (34)                                                                      | 2.8 (37)                                                                      | 5.0 (41)                                                                      | 4.4 (39.9)                                                                    | 1.1 (34)                                                                      | 2.2 (36)                                                                      | 3.6 (38.5)                                                                    | 1.1 (34)                                                                      |
| Precipitação média mm (polegadas)                                             | 29 (1.14)                                                                     | 40 (1.57)                                                                     | 57 (2.24)                                                                     | 150 (5.91)                                                                    | 124 (4.88)                                                                    | 104 (4.09)                                                                    | 172 (6.77)                                                                    | 196 (7.72)                                                                    | 87 (3.43)                                                                     | 48 (1.89)                                                                     | 50 (1.97)                                                                     | 46 (1.81)                                                                     | 1,103 (43.42)                                                                 |
| Média de precipitação em dias (≥ 0.2 mm)                                      | 5                                                                             | 5                                                                             | 8                                                                             | 15                                                                            | 15                                                                            | 13                                                                            | 19                                                                            | 21                                                                            | 11                                                                            | 9                                                                             | 9                                                                             | 7                                                                             | 137                                                                           |
| Umidade relativa do ar (%)                                                    | 57                                                                            | 57                                                                            | 59                                                                            | 70                                                                            | 73                                                                            | 76                                                                            | 76                                                                            | 78                                                                            | 70                                                                            | 65                                                                            | 67                                                                            | 62                                                                            | 68                                                                            |
| Média mensal duração da luz do sol                                            | 276                                                                           | 260                                                                           | 267                                                                           | 243                                                                           | 233                                                                           | 228                                                                           | 183                                                                           | 180                                                                           | 225                                                                           | 242                                                                           | 222                                                                           | 273                                                                           | 2,832                                                                         |
| Fonte 1: Deutscher Wetterdienst                                               |                                                                               |                                                                               |                                                                               |                                                                               |                                                                               |                                                                               |                                                                               |                                                                               |                                                                               |                                                                               |                                                                               |                                                                               |                                                                               |
| Fonte 2: Danish Meteorological Institute                                      |                                                                               |                                                                               |                                                                               |                                                                               |                                                                               |                                                                               |                                                                               |                                                                               |                                                                               |                                                                               |                                                                               |                                                                               |                                                                               |

## Governança local
Eldoret é governada por um grupo representativo do Condado de Uasin Gishu. O governo municipal gerencia todos os assuntos locais. A cidade é dividida em treze "wards". Seis deles (Huruma, Kamukunji, Kapyemit, Kidiwa/Kapsuswa, e o Stadium/Industrial, Market) estão na constituência Norte, três deles (Hospital, Kapsoya e Kimumu/Sergoit) estão na constituência Leste e os quatro restantes (Kipkenyo, Langas, Pioneer/Elgon View e Race Course) fazem parte da constituência Sul..

## Economia

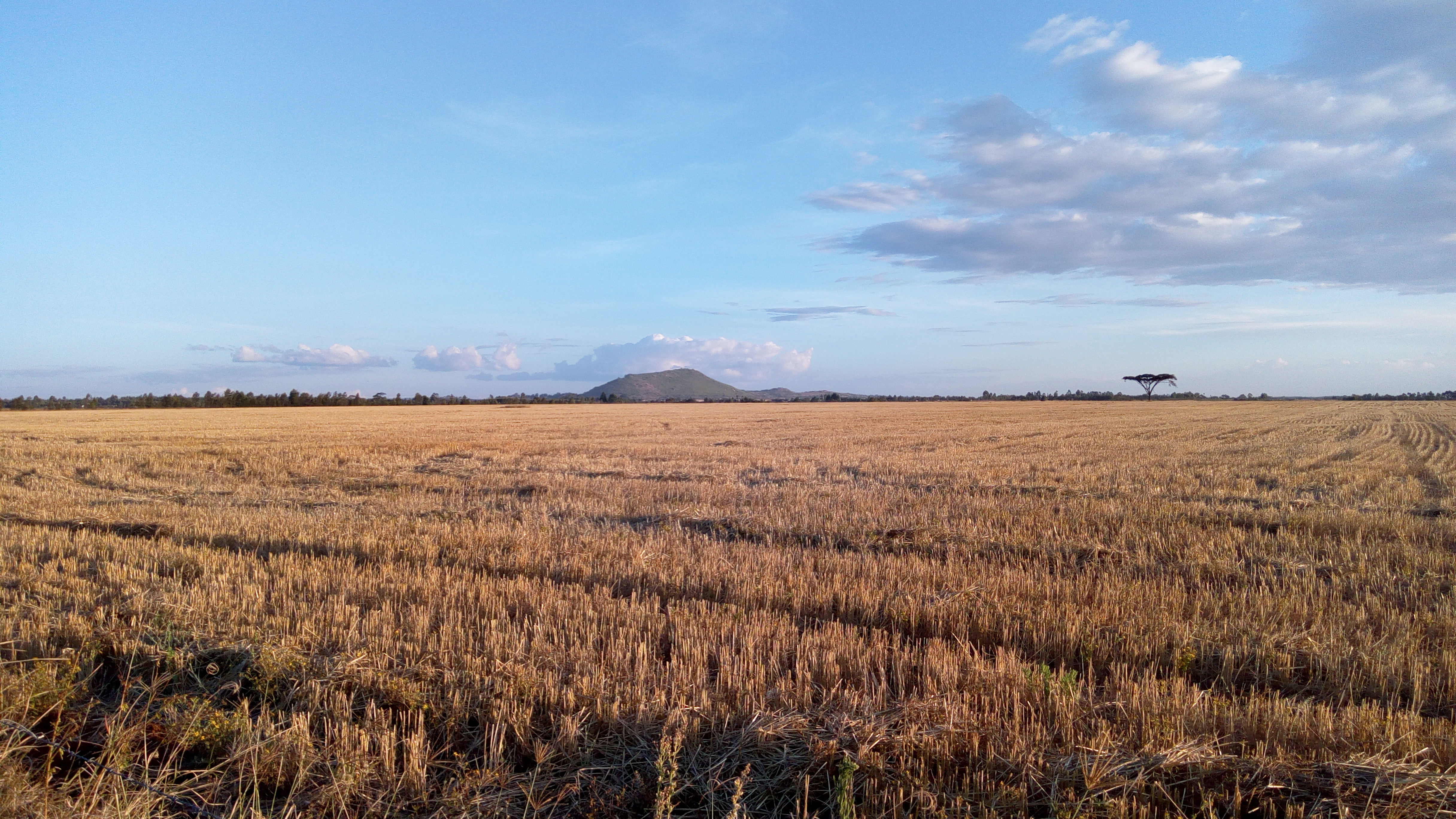
Grande plantação de trigo perto de Eldoret. Sergoit Hill visto ao fundo

Eldoret é cercada por terras agrícolas de boa qualidade e atua como um centro de comércio para a economia de Uasin Gishu, que é impulsionado pela grande escala de produção de grãos agrícolas, laticínios e horticultura. A cidade é também um centro de produção regional, com grande número de indústrias reconhecidas no nível nacional, dentre elas Raiplywoods, Rupa Textiles, Kenya Pipeline Company, Kenya Co-operative Creameries, bem como fábricas beneficiadoras de milho, trigo e piretro fábricas todas dentro da cidade.

## Infraestrutura

### Transportes

#### Aeroportos
O Aeroporto Internacional de Eldoret é um grande aeroporto que serve a cidade de Eldoret e as comunidades do entorno, com voos diários para Nairobi e Lodwar. Situado a 2150 metros de altitude, o aeroporto possui uma única pista, de asfalto, que mede 3475 metros de comprimento.

#### Rodoviário
A Rodovia Trans-Africana atravessa a região central da cidade.

#### Ferroviário
A cidade também é servida pela ferrovia Quênia-Uganda.

#### Oleodutos
A Kenya Pipeline Company opera um oleoduto que atravessa a cidade. Ele está ligado à refinaria na cidade costeira de Mombaça e se estende além de Eldoret até a cidade lacustre de Kisumu. Um dos cinco depósitos nacionais de petróleo está localizado na cidade.

## Cidades-irmãs
Eldoret é uma cidade irmã de:
| País     | Cidade       | Condado/ Distrito/Província/Estado | Ano  |
| -------- | ------------ | ---------------------------------- | ---- |
| Alemanha | Bad Vilbel   | Hessen                             | 1982 |
| EUA      | Minneapolis  | Minnesota                          | 2000 |
| EUA      | Indianapolis | Indiana                            | 2007 |
| EUA      | Ithaca       | Nova York                          | 2007 |
| EUA      | Portsmouth   | Virgínia                           | n.d. |